# 宍道駅
宍道駅（しんじえき）は、島根県松江市宍道町宍道にある、西日本旅客鉄道（JR西日本）の駅である。
山陰本線を所属線としており、当駅が起点となる木次線を加えた2路線が乗入れる。事務管コードは▲640738。

## 歴史

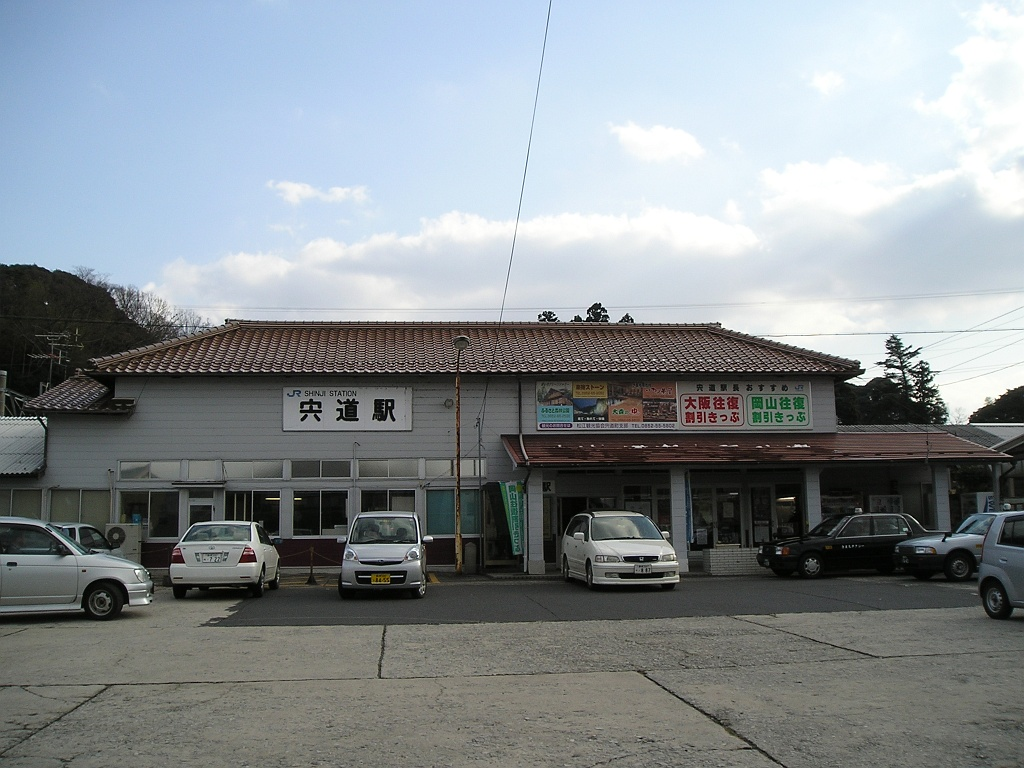
リニューアル前の駅舎（2008年1月）

- 1909年（明治42年）11月7日：鉄道院山陰本線松江駅 - 当駅間延伸時に終着駅として開設。旅客・貨物取扱開始[1]。
- 1910年（明治43年）6月10日：山陰本線当駅 - 荘原駅間延伸、途中駅となる。
- 1916年（大正5年）10月11日：簸上鉄道線（後の木次線当駅 - 木次駅間）開通、接続駅となる[4]。
- 1934年（昭和9年）8月1日：簸上鉄道が国有化[4]、鉄道省木次線に編入され、国鉄単独駅に戻る。
- 1983年（昭和58年）12月31日：貨物取扱廃止[1]。
  - 以前南宍道駅との間から分岐して、オーエム製作所宍道工場へ資材を搬入するためのオーエム線があった。
- 1986年（昭和61年）11月1日：荷物扱い廃止[3]。
- 1987年（昭和62年）4月1日：国鉄分割民営化に伴い、JR西日本の駅となる[3][4]。
- 1992年（平成4年）11月1日：みどりの窓口営業開始[6][7]。
- 2009年（平成21年）11月8日：開設100周年記念式典開催。
- 2015年（平成27年）
  - 3月9日：みどりの券売機プラス導入。
  - 3月13日：みどりの窓口営業終了。
- 2016年（平成28年）12月17日：ICカード「ICOCA」の利用が可能となる[8][広報 1]。ICカード専用簡易改札機で対応。
- 2017年（平成29年）
  - 5月18日：TWILIGHT EXPRESS 瑞風運行開始に合わせて、改修完了[広報 2][9][10]。
  - 6月22日：「TWILIGHT EXPRESS 瑞風」停車開始[11]。

## 駅構造
単式・島式ホーム複合型2面3線を有する、列車交換可能な地上駅。両ホームは跨線橋で連絡している。
直営駅であるが、早朝・深夜の他昼間でも係員が不在となる時間帯がある。単式1番のりば側に駅舎があり、乗車券類はこちらで購入する。旧4・5番のりばは廃止後、隣接する月極駐車場利用者専用の通路となっていたが、現在は跨線橋内にICカードリーダーが設置されており、事実上の南改札口として機能している（但し自由通路としては開放していないため、入場券なしに構内を通過することは認められていない）。
2017年（平成29年）6月22日のTWILIGHT EXPRESS 瑞風運行開始に合わせて、内部ホール壁面をガラス化、外観壁白化、床材は来待石で格子・腰壁は木材を活用した改修が同年5月18日に完了した。また、専用入口も新設予定。

### のりば
のりばは駅舎側から以下の通り。
| のりば | 路線     | 方向 | 行先                         | 備考                 |
| ------ | -------- | ---- | ---------------------------- | -------------------- |
| 1      | 山陰本線 | 上り | 松江・米子・鳥取・岡山方面   |                      |
| 1      | 山陰本線 | 下り | 出雲市・浜田方面             |                      |
| 2      | 山陰本線 | 下り | 出雲市・浜田方面             | 対向列車がある場合   |
| 3      | 木次線   | -    | 木次・出雲横田・備後落合方面 |                      |
| 3      | 山陰本線 | 下り | 出雲市・浜田方面             | 一部列車のみ         |
| 3      | 山陰本線 | 上り | 松江方面                     | 木次線からの直通のみ |

付記事項
- 上り列車でも対向列車が通過列車である場合は2番のりばに入る。停車列車同士の行違いの場合、米子方面行（上り）が1番のりばに、出雲市方面行（下り）が2番のりばに入るが、後者は稀に3番のりばに入ることがある。平日朝のみ当駅始発・出雲市行が設定されている。
- 松江方には留置線があり、木次線列車待機に使われている。
- 3番のりばには架線は張られておらず、気動車のみが乗入れる。

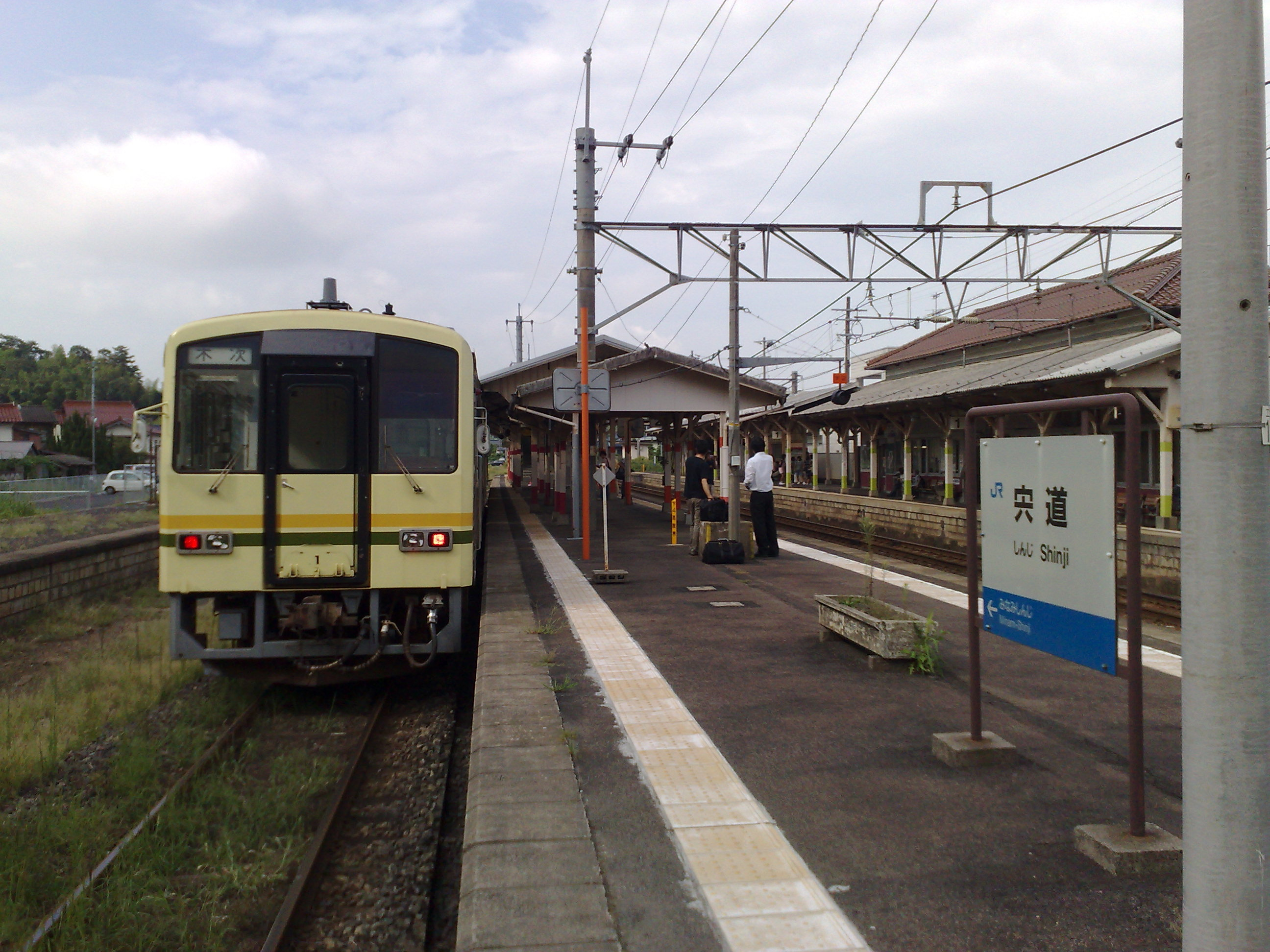
駅構内の様子。3番のりばに列車が停車中（2008年9月）
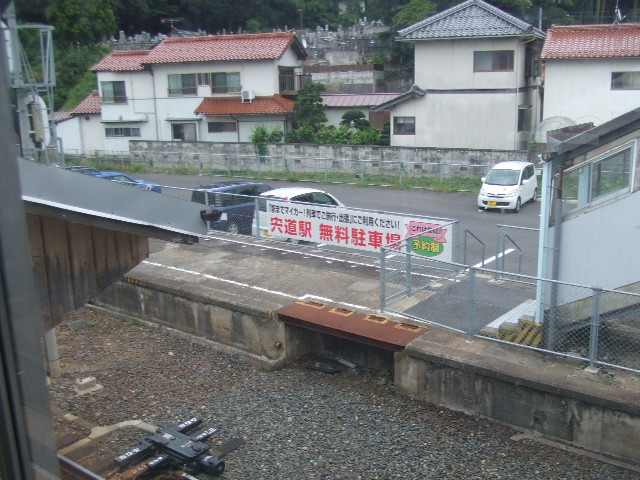
廃止された旧4・5番のりば跡と月極駐車場（2010年9月）
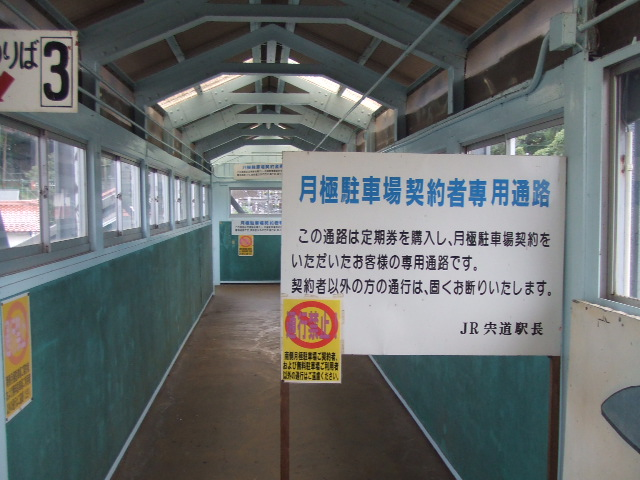
旧4・5番のりば跡への跨線橋の様子（2010年9月） ※現在はこのバリケードは撤去済み

## 利用状況
2022年度の1日平均乗車人員は501人である。
近年の1日平均乗車人員はの推移以下の通り。
| 乗車人員推移 | 乗車人員推移 |
| 年度         | 1日平均人数  |
| ------------ | ------------ |
| 1984         | 635          |
| 1994         | 739          |
| 1999         | 652          |
| 2000         | 635          |
| 2001         | 597          |
| 2002         | 581          |
| 2003         | 573          |
| 2004         | 553          |
| 2005         | 562          |
| 2006         | 532          |
| 2007         | 514          |
| 2008         | 523          |
| 2009         | 505          |
| 2010         | 593          |
| 2011         | 602          |
| 2012         | 631          |
| 2013         | 650          |
| 2014         | 633          |
| 2015         | 611          |
| 2016         | 572          |
| 2017         | 588          |
| 2018         | 600          |
| 2019         | 585          |
| 2020         | 488          |
| 2021         | 470          |
| 2022         | 501          |

## 駅周辺

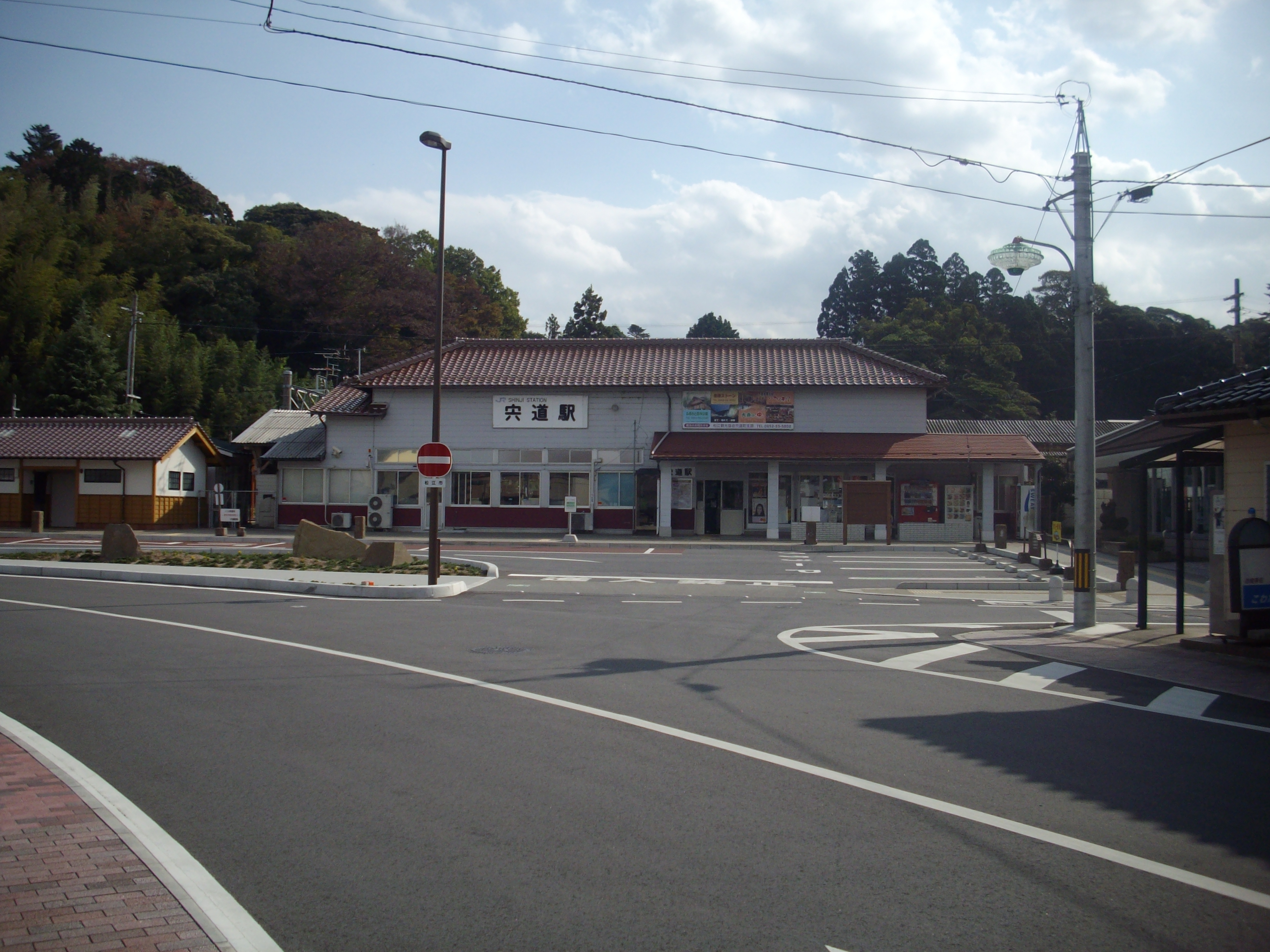
駅前（2011年11月）

出雲空港に近いが、バスは2つ隣の直江駅など他駅から出ている。ターミナルからの道のりがもっとも短いのは荘原駅である。
- 宍道郵便局（当駅に隣接）
- 山陰合同銀行 宍道出張所
- しまね信用金庫 宍道支店
- 松江市役所宍道支所
- 松江市立宍道小学校
- 松江市立宍道中学校
- 島根県立宍道高等学校
- 雲松寺
- 宍道湖
- 国道9号
- 国道54号
- 島根県道195号宍道停車場線

## 隣の駅
西日本旅客鉄道（JR西日本）
 山陰本線
- 特急「やくも」「スーパーおき」「スーパーまつかぜ」一部停車駅、「サンライズ出雲」停車駅

■快速（上りのみ運転）
乃木駅 ← 宍道駅 ← （木次線・出雲横田駅始発、木次線内は普通列車）
■普通
来待駅 - 宍道駅 - 荘原駅
 木次線
- 観光列車「あめつち」停車駅（木次線での運転日のみ停車）

■普通
宍道駅 - 南宍道駅

#### 広報資料・プレスリリース等1次資料
1. ↑  山陰線（出雲市～伯耆大山駅間）、伯備線（根雨駅、生山駅、新見駅）ICOCAご利用開始日・自動改札機ご利用開始日決定! - 西日本旅客鉄道（2016年10月18日付）
2. 1 2  『TWILIGHT EXPRESS 瑞風 お客様をお迎えする立ち寄り駅の改修（宍道・松江エリア）』（プレスリリース）西日本旅客鉄道、2016年7月29日。2016年7月31日閲覧。

#### 統計資料
1. ↑  “島根県統計書”. しまね統計情報データベース.   島根県政策企画局. 2025年2月4日閲覧。